# 加賀美彰
加賀美 彰(かがみ あきら、1929年5月13日 - ）は、日本の経営者。間組社長を務めた。東京都出身。

## 経歴
1949年に山梨工業専門学校土木工学科を卒業し、同年に間組に入社。1981年に取締役に就任し、1985年12月に常務、1987年12月に専務を経て、1989年12月に副社長に就任し、1992年9月には社長に昇格した。1993年に仙台市長への贈賄容疑で逮捕されたことにより、社長を退任。